# (2423) Ibarruri
(2423) Ibarruri est un astéroïde de la ceinture principale aréocroiseur.

## Description
(2423) Ibarruri est un astéroïde aréocroiseur. Il présente une orbite caractérisée par un demi-grand axe de 2,19 UA, une excentricité de 0,28 et une inclinaison de 4,1° par rapport à l'écliptique.

## Compléments